# Rothschildia vibidia
Rothschildia vibidia är en fjärilsart som beskrevs av Druce 1904. Rothschildia vibidia ingår i släktet Rothschildia och familjen påfågelsspinnare. Inga underarter finns listade.